# うずまきじゃんけん
うずまきじゃんけんとは、渦巻の中央からと外からスタートして、出会ったらじゃんけんをする。勝ったら進み、先に相手の陣地を踏んだ方が勝ちという遊び。

## 概要
◯ルールが簡単なので、子供から大人まで幅広い年齢の人が遊ぶことが出来る。
- 人数：2名～20名ほど
- 発祥地：日本。また中国やイギリスなどにも似た遊びがある。
- 準備：地面に石灰などで渦巻を描く。
- 適する場所：屋内外問わず、陣地となる渦巻を描ける場所。
- 関連する体力要素：筋力、脚力、敏捷性、協応力など
- 期待できる効果：手遊びによる脳の活性化や走ることによるストレス発散

◯遊ぶ人数や年齢に応じてカスタマイズが出来る。
- 多くの人数がいる場合は2チームに分かれて遊ぶ。
- スタート地点に一列に並び、仲間がジャンケンに負けたらスタート
- 負けた人は自分の列の後ろに戻って並ぶ。
- 渦巻きを2つ描いて繋げ、S字状にする　など

## 遊び方
1. 地面に渦巻きを描く。
2. 渦の中心の陣地と外側の陣地に分かれる。
3. それぞれの陣地から同時にスタートし、走って進む。
4. 反対側から来た相手と対面したら止まり、ジャンケンをする。[2]
5. 勝った子はそのまま進み、負けた子は自分のスタート地点(陣地)に戻る。
6. 3～5を繰り返して遊ぶ。
7. 先に相手のスタート地点に辿り着き、陣地を取った方が勝ちになる。